# Вад (минерал)
Вад (вадит) — общее название минералов — землистых смесей гидроксидов марганца. В основном состоит из пиролюзита и псиломелана. Химический состав непостоянен. Содержание MnO + MnO2 32—75 %, H2O 10—21 %. Цвет от темно-бурого до черного. Твёрдость низкая, макс. — до 4. Плотность 2,8—4,4. Сильно пористый. Вад относится к гипергенным образованиям, типичным для кор выветривания и зон окисления окислов, карбонатных и силикатных руд Mn. Различают вад алюминиистый, вольфрамистый, железистый, кобальтистый, литиистый, медистый (медный) и другие.
Вад — марганцевая руда. На Украине в Никопольском марганцевом месторождении. Обогащается комбинированными гравитационно-флотационной схемами (промывка, отсадка, магнитная сепарация и флотация).